# Die Verwandlung (2015)
Die Verwandlung ist ein deutscher Kurz-Fernsehfilm des Regisseurs Igor Plischke. Er basiert auf der gleichnamigen Erzählung von Franz Kafka und wurde am 18. November 2015 in der Kurzfilm-Nacht des Bayerischen Rundfunks erstausgestrahlt. Die Premiere des Films war am 22. Oktober 2015 bei den 49. Hofer Filmtagen.

## Handlung
Gregor Samsa ist ein junger Mann, der in einer modernen Verkaufsabteilung arbeitet. Unter der Oberfläche aufgeschlossener und cooler Kollegen herrscht ein enormer Leistungsdruck. Diesem kann Gregor immer weniger standhalten. Die Angst davor zu scheitern und die immer spürbarer werdende Enttäuschung seines Chefs verfolgen ihn bis in den Schlaf. Der fließende Übergang zwischen Job und Feierabend ließ von seinem Privatleben nicht mehr als ein kümmerliches Rudiment zurück. Begleitet von heftigen Kopfschmerzen schleichen sich wahnhafte Tagträume zunehmend in seine Wahrnehmung und verwischen langsam die Grenzen zwischen Traum und Wirklichkeit.

## Produktion
Der Film wurde von Saralisa Volm, der Produktionsfirma Poison und dem Bayerischen Rundfunk produziert und erhielt Förderung vom Medienboard Berlin-Brandenburg.